# Eupristina jacobsoni
Eupristina jacobsoni är en stekelart som beskrevs av Grandi 1926. Eupristina jacobsoni ingår i släktet Eupristina och familjen fikonsteklar. Inga underarter finns listade i Catalogue of Life.